# C.A.M.P. TV
Die C.A.M.P. TV Fernsehgesellschaft mbH ist eine unabhängige Fernsehanstalt mit eigener, bayernweiter Programmlizenz mit Sitz in Grünwald. Sie veranstaltete und produzierte die Regionalfenster auf RTL und Sat.1 in Form des Bayern Journals.
Der Programmanbieter begann am 1. April 1984 im Kabelpilotprojekt der bayrischen Hauptstadt München. Zu den ehemaligen Moderatoren gehören Sabrina Staubitz und Benny Schnier und Sabine Piller. Der Programmverantwortliche war Ralph Piller, der seit 1979 Touristikfilme produzierte.
Die Firma wurde von Ralph Piller und Dieter Hamacher 1984 gegründet, 1988 kam Ralph Burkei als neuer Gesellschafter für Hamacher. Burkei kam bei den Terroranschlägen in Mumbai 2008 ums Leben. Seit seinem Tod wird sie von dem Mitgesellschafter Ralph Piller alleine geleitet. C.A.M.P. TV veranstaltet auch das Berlin Journal auf dem Spreekanal im Großraum Berlin.

## Chronik
Die Bayerische Landeszentrale für neue Medien (BLM) erteilte C.A.M.P. TV im Jahr 1984 die Programmlizenz für das Bayern Journal auf den Kabelkanälen des Bayerischen Rundfunks und 1985 für die Frequenz von RTL. 1989 wurde sie zusätzlich auch für die Frequenz von SAT.1 erteilt.

## Belege
1. ↑  Klaus Ott: Ex-CSU-Schatzmeister starb auf der Flucht. Abgerufen am 29. Mai 2022.